# Astegania honesta
Astegania honesta là một loài bướm đêm trong họ Geometridae.